# Dżem
Dżem ist eine polnische Blues- und Rockband aus der oberschlesischen Stadt Tychy.

## Geschichte
Sie wurde 1973 gegründet, ist aber bis 1979 nur selten in der Öffentlichkeit aufgetreten. Mitglieder der Gruppe sind Beno und Adam Otręba, Maciej Balcar, Jurek Styczyński und Zbigniew Szczerbiński. Bekannt geworden sind vor allem aber der bei einem Verkehrsunfall 2005 verstorbene Paweł Berger und der ebenfalls verstorbene, ehemalige Sänger der Gruppe Ryszard Riedel.
Zu den berühmtesten Alben gehören: Cegła, die Kompilation The Singles, das Konzertalbum Absolutely Live, Najemnik, Detox und Autsajder. Zu den bekanntesten Songs gehören: Whisky, Paw, Czerwony jak cegła, Naiwne pytania, Wehikuł czasu, Autsajder, List do M., Jesiony, Cała w trawie, Viktoria, Modlitwa III: Pozwól mi, Mała aleja róż, Och, słodka, Zapal świeczkę und Niewinni.

## Diskografie

### Alben
- 1985: Cegła (Ziegelstein)
- 1987: Zemsta nietoperzy (Die Rache der Fledermäuse)
- 1989: Najemnik (Söldner)
- 1989: The Band Plays On...
- 1990: Dżem Session 1
- 1991: Detox
- 1993: Ciśnienie (Druck)
- 1993: Autsajder
- 1994: Akustycznie (Akustisch)
- 1994: Akustycznie: Suplement (Letzte Studioaufnahmen mit Sänger Ryszard Riedel)
- 1995: Kilka zdartych płyt (Ein paar zerrissene Platten)
- 1997: Pod wiatr (Gegen den Wind)
- 2000: Być albo mieć (Sein oder Haben)
- 2004: Dżem 2004
- 2010: Muza

### Kompilationen
- 1989: Urodziny
- 1992: The Singles
- 1993: 14. urodziny
- 2004: Złoty paw
- 2005: Skazany na bluesa
- 2007: Gwiazdy polskiej muzyki lat 80.
- 2007: Gwiazdy polskiej muzyki lat 80. – Vol. 2
- 2012: Złota kolekcja (PL: ×3Dreifachplatin )

### Livealben
- 1985: Dzień, w którym pękło niebo
- 1986: Absolutely Live
- 1988: Lunatycy – czyli tzw. przeboje całkiem Live
- 1993: Wehikuł czasu '92 Vol. 1 & 2
- 1995: List do R. na 12 głosów Vol. 1–3
- 1999: Dżem w operze Vol. 1 & 2
- 2004: Przystanek Woodstock 2003 (PL: Platin (Videoalbum))
- 2005: Przystanek Woodstock 2004 (PL: Platin (Videoalbum))
- 2006: Przystanek Woodstock 2003 i 2004
- 2007: Pamięci Pawła Bergera
- 2009: Przystanek Woodstock
- 2010: 30 Urodziny (PL: ×2Doppelplatin (Videoalbum) )
- 2011: Dżem 1979–1994 (PL: ×2Doppelplatin (Videoalbum) )
- 2012: Symfonicznie (PL: Gold (Videoalbum))